# Lanai
Lānaʻi o Lanai è la sesta isola più grande delle Hawaii.

## Geografia
Si estende su una superficie di 364 km², la quarantaduesima in ordine di grandezza degli Stati Uniti. È anche conosciuta come Pineapple Island in riferimento all'economia di piantagione dell'ananas che caratterizzò il suo passato. L'unica cittadina è Lanai City.
Lanai è separata dall'isola di Molokai dal Kalohi Channel a nord, e da Maui dal ʻAuʻau Channel a est. La sua popolazione totale era di 3.193 al censimento del 2000.

## Storia
Nel giugno 2012 il 98% dell'isola è stato acquistato, per la cifra di 500 milioni di dollari, dal miliardario americano Larry Ellison, patron di Oracle. Il restante 2% è posseduto dallo stato di Hawaii e da altri proprietari privati.